# Staryj Dwor (obwód smoleński)
Staryj Dwor (ros. Старый Двор) – wieś (ros. деревня, trb. dieriewnia) w zachodniej Rosji, centrum administracyjne osiedla wiejskiego Słobodskoje rejonu diemidowskiego w obwodzie smoleńskim.

## Geografia
Miejscowość położona jest nad jeziorem Sapszo, przy drogach regionalnych 66N-0510 (Koriewo – Worobji – Prżewalskoje – Pogołka) i 66N-0504 (66K-11 – Prżewalskoje), 3,5 km od drogi regionalnej 66N-0508 (Zaborje – Anosinki), 33 km od centrum administracyjnego rejonu (Diemidow), 81,5 km od stolicy obwodu (Smoleńsk), 54,5 km od granicy z Białorusią.
W granicach miejscowości znajdują się ulice: Oziornaja, Rodnikowaja.

## Demografia
W 2010 r. miejscowość zamieszkiwały 44 osoby.